# Тукай (Александровський район)
Тука́й (рос. Тукай) — село у складі Александровського району Оренбурзької області, Росія.

## Населення
Населення — 581 особа (2010; 692 у 2002).
Національний склад (станом на 2002 рік):
- татари — 97 %